# António Luís dos Santos Serrado
António Luís dos Santos Serrado, meglio noto come Lunguinha (Huambo, 16 gennaio 1986), è un calciatore angolano, difensore del Kabuscorp.

## Carriera

### Club
La sua carriera calcistica inizia al Petro Atlético della città di Huambo. Nel 2006 ha debuttato in prima divisione angolana. Nel 2011 si è trasferito al Kabuscorp, squadra che gioca nella città di Luanda, in Angola.

### Nazionale
Dal 2012 rappresenta la Nazionale angolana con la quale ha debuttato in quell'anno. Nel 2013 viene convocato per partecipare alla Coppa d'Africa di quell'anno, dove debutta da titolare nella fase a girone contro il Marocco, match finito 0-0. La sua Nazionale non riesce a superare la fase a gironi della Coppa d'Africa 2013, vinta dalla Nigeria.

## Palmarès

### Club

#### Competizioni nazionali
- Girabola: 1

Kabuscorp: 2013
- Supercoppa d'Angola: 1

Kabuscorp: 2014